# Лисици
Лисиците (Vulpes) са род бозайници от семейство Canidae. Неговите членове се наричат още „истински лисици“, тъй като представители на други родове също се наричат лисици в разговорната реч.
Истинските лисици се отличават от други представители на род Canis като вълци, койоти и чакали със своите по-малки размери и елегантен череп. Най-дребният представител е фенека с тегло около 1,5 kg., а най-едрия е обикновената лисица с тегло до 10 kg.

## Видове
- - род Vulpes – лисици
    - Vulpes (Alopex) lagopus – Полярна лисица, песец
    - Vulpes vulpes – Лисица, червена лисица
    - Vulpes velox – Американска прерийна лисица, американски корсак
    - Vulpes macrotis – Американска пустинна лисица, лисица джудже
    - Vulpes corsac – Корсак, степна лисица
    - Vulpes chama – Капска лисица, южноафриканска лисица
    - Vulpes pallida – Бледа лисица, африканска лисица
    - Vulpes bengalensis – Бенгалска лисица
    - Vulpes ferrilata – Тибетска лисица
    - Vulpes cana – Афганска лисица, лисица на Бланфорд
    - Vulpes rueppelli – Пясъчна лисица, лисица на Рюпел
    - Vulpes (Fennecus) zerda – Фенек